# Tskhinvali

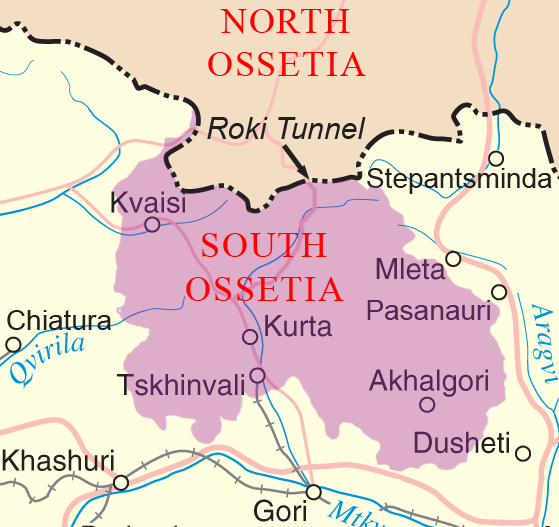
Map of South Ossetia, showing the location of Tskhinvali (Tskhinval)

Tskhinvali (cũng viết là Cchinvali hay Cxinvali; tiếng Gruzia: ცხინვალი [t͡sxinvɑli]; tiếng Ossetia: Цхинвал; tiếng Nga: Цхинвал(и), Tskhinval(i)) là thủ phủ của Nam Ossetia, một khu vực tranh chấp đã được công nhận là một nước Cộng hòa độc lập bởi các quốc gia Nga, Venezuela, Nicaragua và Nauru, và được xem bởi Gruzia và phần còn lại của thế giới như là một phần của khu vực Shida Kartli trong lãnh thổ có chủ quyền của Georgia. 
Thành phố nằm trên sông Liakhvi Lớn khoảng 100 km (62 dặm) về phía tây bắc của thủ đô Tbilisi của Georgia.
Tên gọi Tskhinvali lầy theo tiếng Gruzia Krtskhinvali (tiếng Gruzia: ქრცხინვალი), nghĩa là "vùng đất của hornbeam", là tên lịch sử của thành phố. Từ năm 1934 đến năm 1961, thành phố có tên gọi Staliniri (tiếng Gruzia: სტალინირი), theo Joseph Stalin. Người Ossetia hiện đại gọi thành phố là Tskhinval (bở "i" cuối cùng, là hậu tố chỉ định cách trong tiếng Gruzia); tên không chính thức khác trong tiếng Ossetia là Chreba.